# Aleksander Lubocki
Aleksander Lubocki, Aleks Lubocki, hebr. אלכסנדר לובוצקי, ang.: Alexander Lubotzky, Alex Lubotzky (ur. 11 listopada 1956 w Tel Awiwie) – izraelski matematyk i polityk, profesor i wykładowca, w latach 1996–1999 poseł do Knesetu z listy Trzeciej Drogi.

## Życiorys
Urodził się 11 listopada 1956 w Tel Awiwie. Służbę wojskową, zakończoną w stopniu kapitana, odbywał w latach 1977–1982 zajmując się badaniami i rozwojem. Studiował matematykę na Uniwersytecie Bar-Ilana, w Ramat Ganie, gdzie zdobył bakalaureat i doktorat (Ph. D.). Uzyskał profesurę, pracując na Uniwersytecie Hebrajskim w Jerozolimie. Pracował jako wykładowca.
W 1994 wygłosił wykład sekcyjny, a w 2018 wykład plenarny na Międzynarodowym Kongresie Matematyków.
Dołączył do Trzeciej Drogi, założonej w 1996 przez byłych posłów Partii Pracy Awigdora Kahalaniego i Emanu’ela Zismana. Z listy tego ugrupowania   po raz pierwszy i jedyny dostał się do izraelskiego parlamentu w przeprowadzonych w maju wyborach parlamentarnych. W czternastym Knesecie zasiadał w komisjach konstytucyjnej, prawa i sprawiedliwości; ds. statusu kobiet i równouprawnienia; nauki i technologii. Ponadto przewodniczył podkomisji ds. problemu roku 2000, był członkiem komisji wspólnej ds prawa o wolności informacji oraz rezerwowym członkiem komisji spraw zagranicznych i obrony.
W kolejnych wyborach nie udało mu się zdobyć mandatu poselskiego.